# JFTD
一般社団法人JFTD （ジェイエフティディ）は、日本国内における生花の通信配達を目的とし設立された業界第一位規模の法人である。本部は、東京都品川区北品川に置かれている。花キューピット株式会社 があるグループ企業である。旧称は「一般社団法人日本生花通信配達協会（にほんせいかつうしんはいたつきょうかい）」。通信配達をするシステムである、花キューピット(トは濁らない)の名称で知られている。

## 主な事業
- 花贈り・花文化の普及（花育活動含む）
- 花贈り・花文化に関する研究調査
- 花贈り・花文化の国際交流
- 花き産業の活性化を促進するための人材育成
- 花キューピット取引関連（生花通信配達取引事業）
- 花とみどりのギフト券発行
- 会員のための共同事業（共同受注事業、共同購買事業、共同宣伝事業）

## 沿革
1953年4月13日
任意団体「日本生花商通信配達協会（Japan Florists' Telegraph Delivery Association、JFTD）」として22人（店）の会員で創立。
1968年8月22日
「社団法人　日本生花通信配達協会」 （Japan Florists' Telegraph Delivery Association）定款にもとづく通称、 「JFTD」として創設。当時の会員374名(店)。
1968年12月24日
農林大臣から社団法人として設立許可。
1984年11月より
JFTDの生花通信配達システムを「花キューピット」とネーミングし、宣伝活動を開始。以来、「花キューピット」の愛称で親しまれるようになる。
1991年
花き業界の明日を担うフローリストの育成を目指し、「日本フラワーカレッジ」を開校。
1997年
花き・園芸の流通促進を目的として、「フラワーギフト券」の発行を開始。
2001年7月25日
「社団法人日本生花通信配達協会」で行っていた生花通信配達取引の事業を「花キューピット協同組合」を創立し、事業を移管。
2005年
インターネットサイトの新規市場の開拓や需要の喚起を図り、フラワーギフトの受注増大を図るため当組合と住友商事との合弁事業として（株）i８７９を設立。
2007年
花キューピットのロゴを刷新し、お客様サービスの充実を目指す。
2011年 4月
内閣府から一般社団法人として設立許可。
2015年 6月
「一般社団法人日本生花通信配達協会」から略称そのままの「一般社団法人JFTD」 （英文名：Japan Florists’Telecommunication Delivery Association）に名称変更。
2016年 4月
花キューピット協同組合で行っていた生花通信配達取引事業を「一般社団法人JFTD」に事業移管。

## 主催イベント
日本最大級 花のイベント　フラワードリーム を主催している。
花の装飾技術や、それらのデザインを競うフローリスト・コンテスト（競技会）であるジャパンカップを開催している

## 関連組織
- JFTD学園 日本フラワーカレッジ（1991年設立）
- 花キューピット東京ブロック
- 花キューピット東京ブロック 87kin.net

## 関連会社
- 花キューピット株式会社（旧社名：株式会社i879（カブシキガイシャ アイハチナナキュウ）) - 花キューピット協同組合と住友商事の合弁事業として始まり、2017年2月 株主の異動（一般社団法人JFTD：100％）。主にインターネットによる花キューピットのEC事業、花材流通事業、小売支援事業をおこなっている。